# Його місце для побачень
«Його місце для побачень» (англ. His Trysting Place) — короткометражний комедійний фільм 1914 року за участі Чарлі Чапліна.

## Сюжет
Кларенс і Емброуз зустрічаються в забігайлівці і після сварки випадково обмінюються своїми плащами. У підсумку Мейбл, дружина Кларенса, виявляє в кишені чоловіка любовний лист, яке одна дівчина попросила відправити Емброуза. Водночас ревнива дружина останнього виявляє в кишені чоловіка дитячу пляшечку, яку купив своєму сину-немовляті Кларенс, і вирішує, що у її чоловіка є діти на стороні.

## У ролях
- Чарльз Чаплін — Кларен
- Мейбл Норманд — його дружина
- Мак Свейн — Емброуз
- Філліс Аллен — його дружина
- Гелен Каррутерс — Клариса
- Глен Кавендер — поліцейський в парку
- Нік Коглі — бородатий, що обідає
- Вівіан Едвардс — жінка в забігайлівці